# Phorocardius zhiweii
Phorocardius zhiweii (лат.) — вид жуков-щелкунов из подсемейства Cardiophorinae (Elateridae). Назван в честь Mr Zhiwei Dong, собравшего типовую серию.

## Распространение
Юго-Восточная Азия: Китай (Yunnan).

## Описание
Длина тела около 1 см. Переднеспинка красная, надкрылья металлически-зелёные. Голова чёрная, ротовой аппарат от красно-коричневого до коричневого. Усики коричневые. Переднеспинка оранжевая, с тёмно-коричневым задним краем. Скутеллярный диск чёрный. Надкрылья полностью металлически-зелёные с пурпурным блеском. Гипомер оранжевый; остальная часть вентральной поверхности чёрная. Ноги чёрные на тазике, светло-коричневые на бедре и основной половине голени, тёмно-коричневые от середины голени до вершины. Тело в коротком жёлто-сером опушении, на диске переднеспинки также имеются коричневые щетинки.
Переднегрудь: прококсальные полости открыты; простернальный отросток не сильно сужен сзади к вентральной вершине при виде снизу, с вентральной вершиной закругленной. Птероторакс: скутеллярный диск с заостренным задним краем. Коготок предплюсны с вентральной вершиной не меньше дорсальной. Гениталии самца: парамер без предвершинного латерального расширения, но с апикальным мезальным каллусом. Самка неизвестна. Переднеспинка с боковым килем, не доходящим до переднего края, скрытым при виде сверху выступающим краем дорсальной части переднеспинки (= субмаргинальная линия); прококсальные полости открытые.